# Porsche 912
El Porsche 912 es un automóvil deportivo fabricado por Porsche AG en Stuttgart, Alemania, entre 1965 y 1969. Variante básica del 911, también se ofrecía en carrocerías compactas 2+2 Coupé y Targa. El ágil 912 estaba equipado con un flat-4 de 1,6 litros refrigerado por aire procedente del último de los 356, con una potencia de 102 CV SAE a 5.800 rpm. El motor bóxer de alta eficiencia del 912, su baja resistencia aerodinámica y su bajo peso le permitían recorrer hasta 30 millas por litro (7,8 l/100 km). Con un precio inicial de 4.700 dólares (equivalente a 45.400 dólares en 2023), se fabricaron más de 32.000 912 entre abril de 1965 y julio de 1969. Las ventas del 912 superaron inicialmente a las del 911 (introducido en 1964), impulsando la producción total del fabricante hasta que el éxito del 911 estuvo asegurado.
El 914 de 4 cilindros sustituyó al 912 entre 1970 y 1975. En 1976, el 912 disfrutó de un renacimiento de un año con el 912E, exclusivo para EE. UU., propulsado por el VW "Tipo 4" de 2.0 litros derivado del 914 con inyección de combustible Bosch L-Jetronic que ofrecía 90 CV SAE a 4.900 rpm. Sólo se fabricaron 2.092 912E Coupé entre mayo de 1975 y julio de 1976, cuando el 912E fue sustituido por el 924.

## Historia

### 912 (1965–1969)

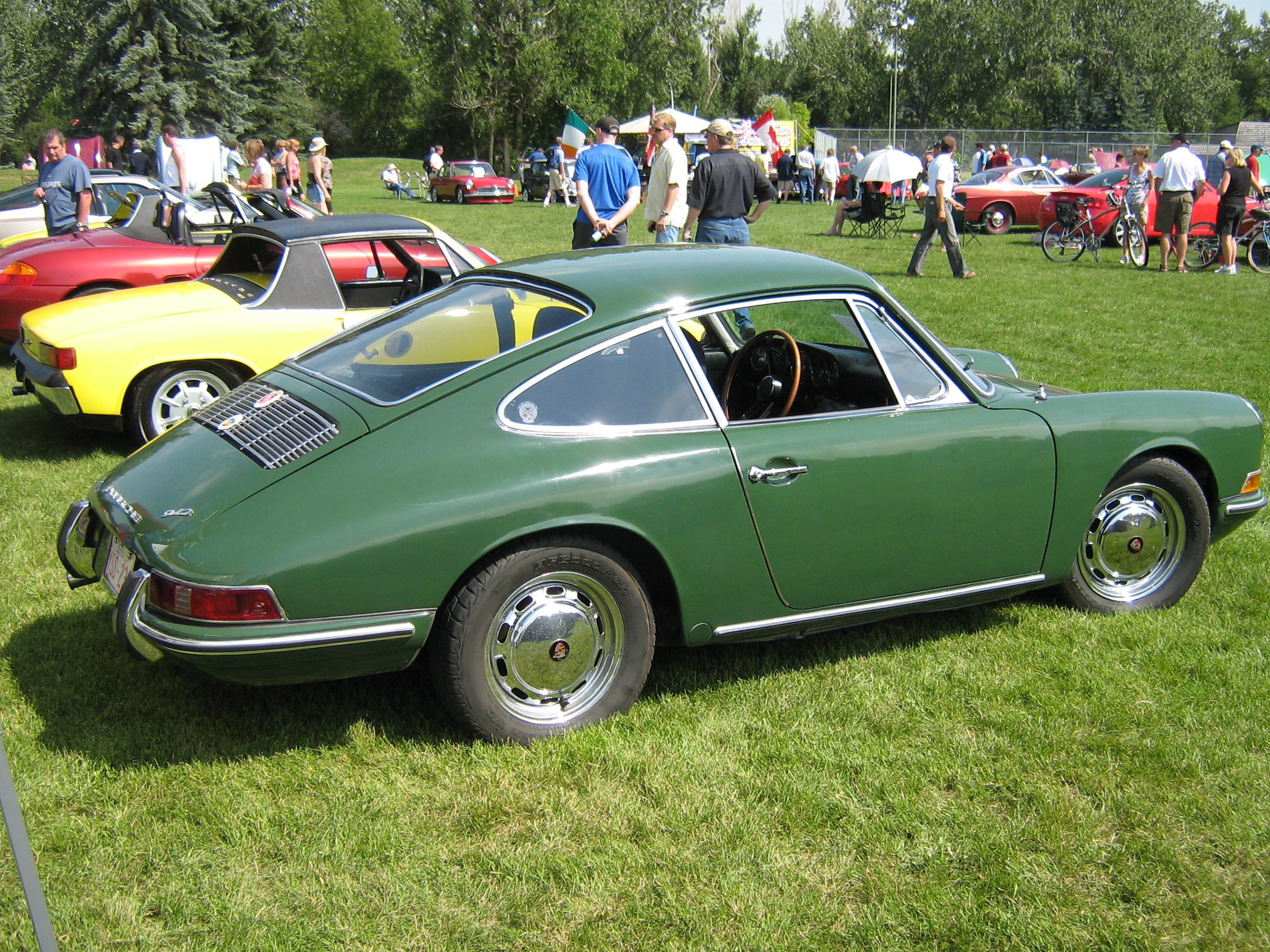
1966 Porsche 912 Coupé

A principios de la década de 1960, Porsche planeó descatalogar el Type 356, lo que dejaría al recién presentado Type 911, con su motor de seis cilindros más potente, como único producto de la compañía. Preocupados por el considerable aumento de precio del 911 con respecto al 356, que le costaría ventas y reduciría el atractivo de su marca, en 1963 los ejecutivos de Porsche decidieron introducir un nuevo modelo básico de cuatro cilindros basado en el 911. Al igual que ese vehículo, con su designación interna de fábrica "901", el 912 de cuatro cilindros se conocía originalmente en la empresa por un número con un cero en medio, pero la designación "902" nunca se utilizó públicamente ("912" como número de proyecto se utilizó después de 1968 para indicar el motor de 12 cilindros opuestos planos desarrollado para el Porsche 917 de carreras).
En 1963, Porsche asignó a Dan Schwartz, más tarde Jefe de Departamento de Desarrollo, Mecánica, un proyecto para supervisar el diseño y la construcción de un nuevo motor de cuatro cilindros horizontalmente opuestos para el 902, utilizando componentes del nuevo motor de seis cilindros 901, que produciría un mayor rendimiento que el motor 356SC de válvulas en cabeza, siendo al mismo tiempo menos costoso y complejo que el motor 356 Carrera 2 de levas en cabeza. Otra opción explorada por Claus von Rücker fue aumentar la cilindrada del motor 356 Tipo 616 a 1,8 litros, añadir inyección de combustible Kugelfischer y modificar los sistemas de válvulas y refrigeración. Teniendo en cuenta el rendimiento, el coste y el calendario, Porsche abandonó ambos proyectos de diseño y, en su lugar, desarrolló una tercera opción, adaptar el motor Tipo 616 de 1,6 litros al 902.

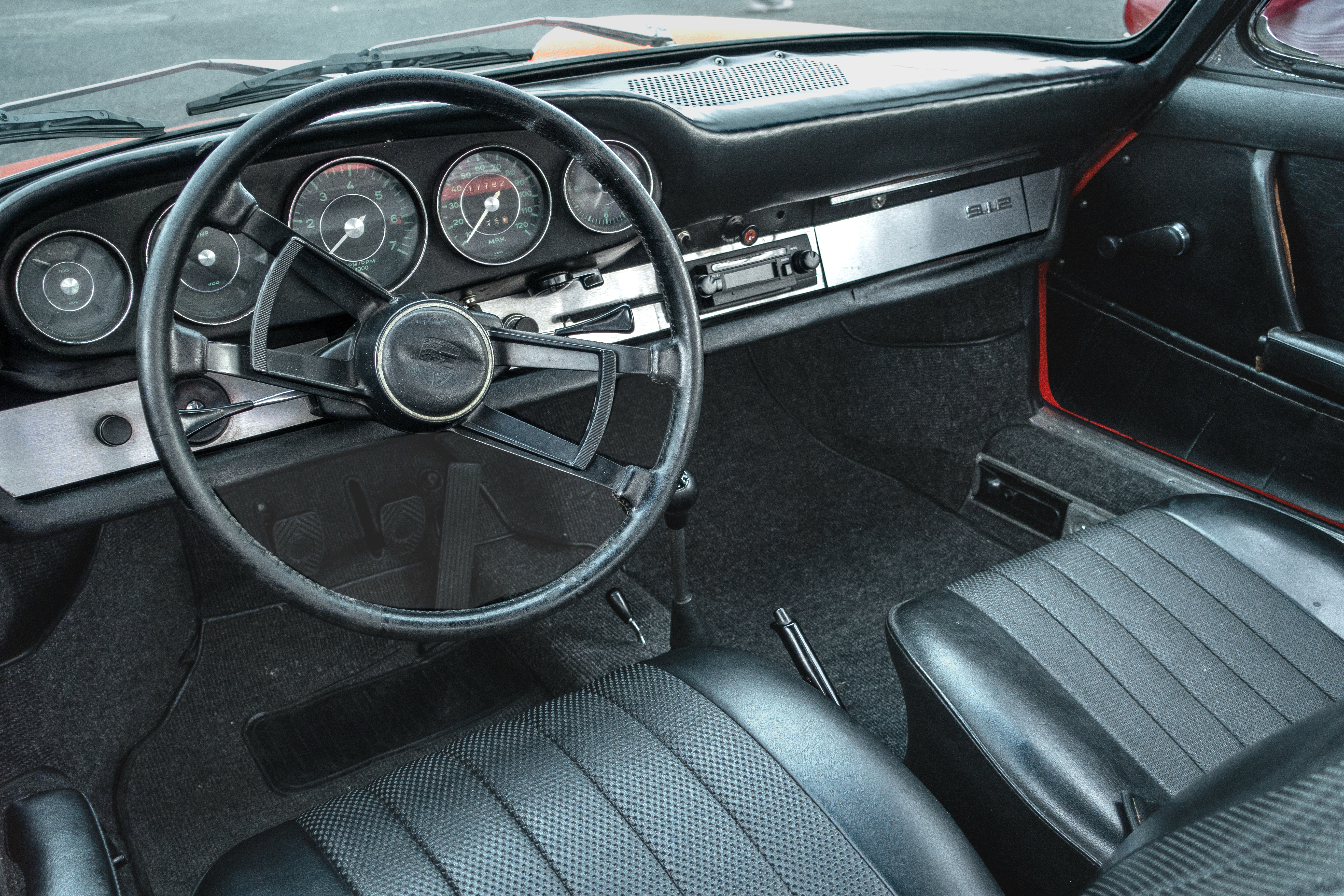
Interior

Antes de que comenzara la producción del 911 en 1964, el Departamento de Investigación de Vehículos de Porsche había reservado los chasis números 13328, 13329, 13330, 13352 y 13386 a 13397 para pruebas de investigación del 902; el vehículo de investigación número de serie 13394 es el 902 más antiguo que se conoce en la actualidad. En su versión de producción, el Tipo 912 combinaba el chasis y la carrocería del 911 con el motor Type 616/36 de cuatro cilindros y 1,6 l, basado en el Type 616/16 utilizado en el Type 356SC de 1964-1965. Con una relación de compresión más baja y nuevos carburadores Solex, el motor Tipo 616/36 producía cinco caballos menos que el 616/16, pero ofrecía aproximadamente el mismo par máximo a 3.500 rpm frente a las 4.200 rpm del 616/16. Comparado con el 911, el Type 912 de producción demostró una distribución del peso, una conducción y una autonomía superiores. Para acercar el precio del 912 al del 356, Porsche también eliminó algunas características de serie del 911. Cuando la producción del 356 concluyó en 1965, el 5 de abril de 1965, Porsche inició oficialmente la producción del cupé 912. El estilo, las prestaciones, la calidad de construcción, la fiabilidad y el precio hicieron del 912 una compra muy atractiva tanto para los clientes nuevos como para los antiguos, y superó con creces las ventas del 911 durante los primeros años de producción. Porsche fabricó cerca de 30.000 unidades del 912 coupé y unas 2.500 del 912 Targa (la variante patentada por Porsche de un descapotable) durante cinco años.

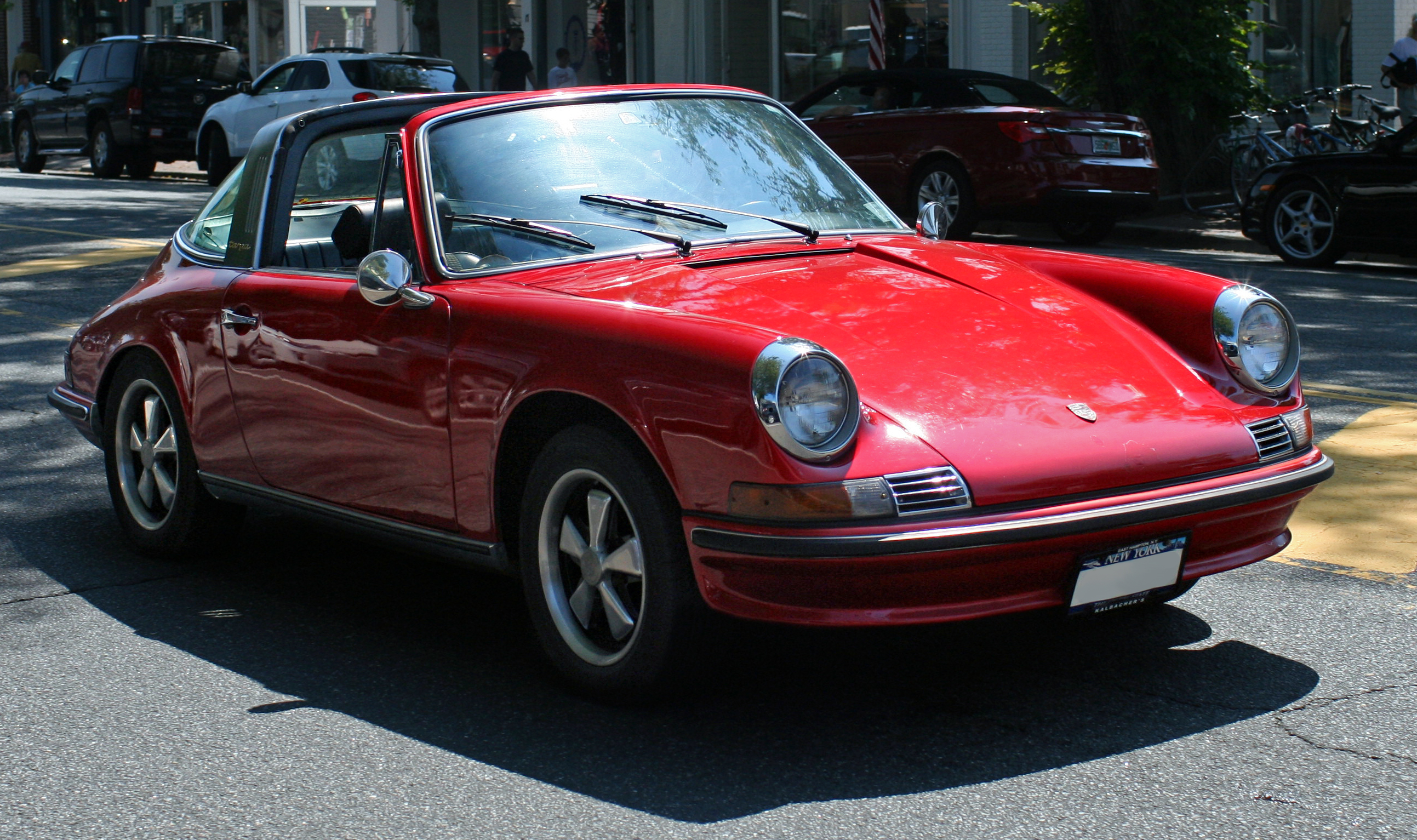

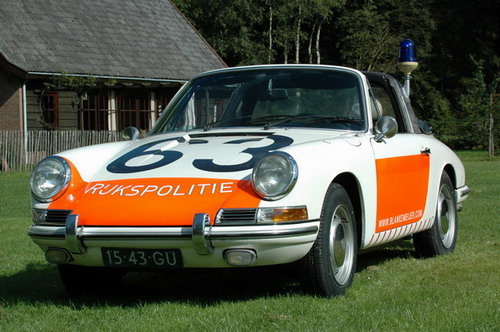
Porsche 912 Police Targa holandés

La producción del Targa, con techo desmontable y pesadas ventanillas traseras de plástico transparente que se abrían con una cremallera (más tarde denominado "Versión I" por Porsche y "Targa de ventanilla blanda" por los aficionados), comenzó en diciembre de 1966 como modelo de 1967. En enero de 1968, Porsche también puso a disposición una opción Targa 'Versión II' ('Targa de ventanilla dura') con luneta trasera de cristal fijo, transformando el Targa en un coupé con techo desmontable.
El 912 también se fabricó en una versión especial para la policía alemana de autopistas (Polizei) y para la policía holandesa (Rijkspolitie); el coche Porsche número 100.000 fue un 912 Targa para la policía de Baden-Württemberg, el estado natal de Porsche. En la edición de abril de 1967, la revista Christophorus Magazine de la fábrica de Porsche señalaba: "El 21 de diciembre de 1966, Porsche celebró un aniversario particularmente orgulloso. Se entregó el Porsche número 100.000, un 912 Targa equipado para la policía". Los ejecutivos de Porsche decidieron que después del modelo del año 1969, la continuación de la producción del 912 no sería viable, debido a factores tanto internos como externos. En primer lugar, las instalaciones de producción utilizadas para el 912 se reasignaron a un nuevo 914-6, una versión de alto rendimiento de seis cilindros del Porsche 914, vehículo de esfuerzo conjunto Porsche-Volkswagen. En segundo lugar, la plataforma del 911 había vuelto a la tradicional escala de tres niveles de prestaciones de Porsche, que incluía un modelo base 911T, un 911E con inyección de combustible y un 911S más potente, con precios en gran medida acordes con las expectativas del mercado. En tercer lugar, el endurecimiento de la normativa de control de emisiones de los motores en Estados Unidos también influyó en la decisión; Ferry Porsche declaró: "Habría costado mucho preparar el 912 para las nuevas normas de escape, y con la llegada del 914 habríamos tenido tres motores diferentes que mantener al día. Eran demasiados".

### 912E (1975–1976)

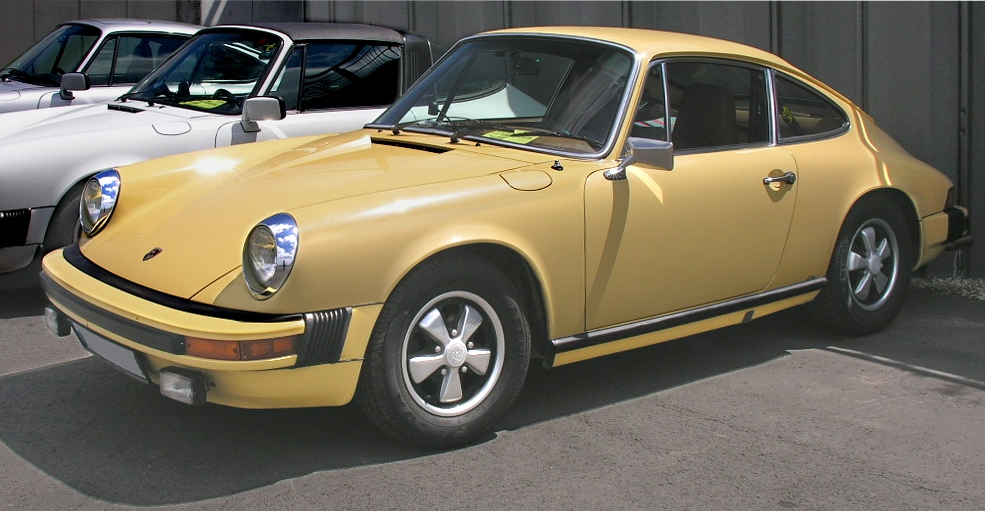
1976 Porsche 912E Coupé

Tras seis años de ausencia, el 912 se reintrodujo en Norteamérica para el modelo del año 1976 como 912E (denominación interna de fábrica 923) para ocupar el puesto de entrada de gama dejado vacante por la retirada del 914, mientras el nuevo 924 -otro vehículo de esfuerzo conjunto Porsche-Volkswagen y sustituto oficial del 914- se ultimaba y entraba en producción. Durante el periodo de producción de mayo de 1975 a julio de 1976, Porsche fabricó 2.092 unidades del 912E (E=Einspritzung), destinadas únicamente al mercado estadounidense. En comparación, en 1976 se fabricaron 10.677 911 (4.784 en EE. UU.). Con un PVPR de 10.845 $, el 912E costaba 3.000 $ menos que el 911S.
El motor VW "Tipo 4" se fabricó originalmente para el VW 411/412 de 1,7 litros. El 912E utiliza una revisión del motor de 2,0 litros diseñada por Porsche con un cigüeñal más largo de 71 mm de carrera, nuevos cojinetes de biela y nuevos pistones para aumentar el diámetro del cilindro a 94 mm. La potencia era de 90 CV SAE. El sistema Bosch L-Jetronic / Air Flow Controlled del 912E se adaptó posteriormente al 911. El 912E tiene un depósito de combustible de más de 20 galones, 30 mpg y una autonomía de 600 millas.

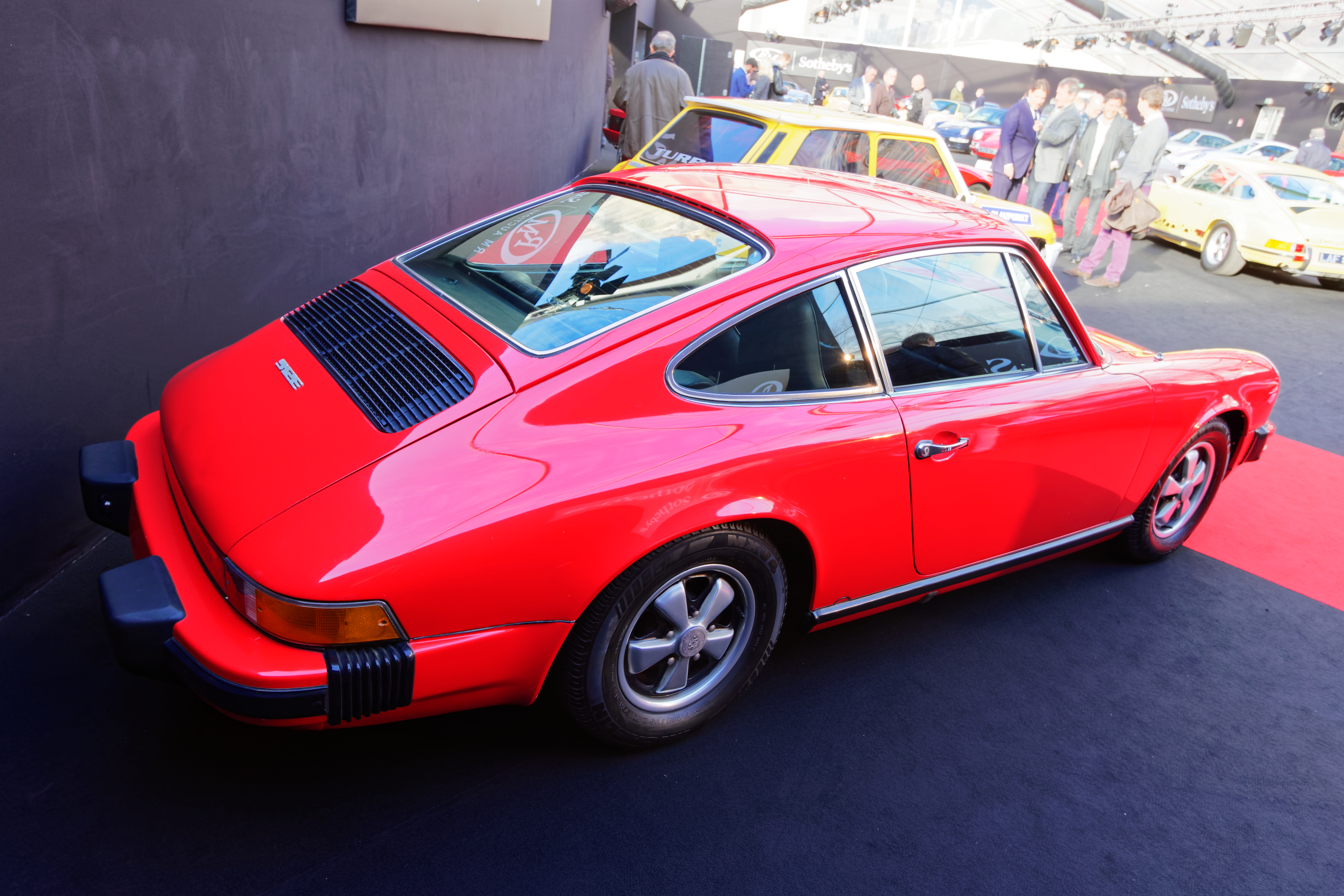
1976 Porsche 912E Coupé

Según las investigaciones de Aric Gless, miembro del 912 Registry, más de la mitad de los 2.092 coches siguen en uso. La colección del Prototyp Museum de Hamburgo, Alemania, incluye un vehículo 912E de preserie construido con un chasis 911 nº 911 520 1617 y un VW-Porsche de cuatro cilindros y 90 CV 2.0L Type 4 similar al último modelo 914/4 2.0L.
Road & Track dijo: "El 912E obviamente encontrará el favor de aquellos que prefieren un Porsche un poco más práctico y manejable. Es un coche con casi todas las virtudes deportivas del 911S, más caro, pero su motor de 4 cilindros y bielas de empuje más sencillo debería permitir un mejor consumo de combustible y un mantenimiento menos costoso que el motor de seis cilindros del 911." "El equipamiento es más sencillo en este modelo, aunque en términos de materiales, tapicería y acabado, el 912E es de alta calidad Porsche. "El 912E es cómodo donde el Carrera es duro, racional donde el Carrera es excesivo". El tiempo de 0 a 100 km/h de 11,3 segundos y la velocidad máxima de 115 km/h de R&T parecían buenos frente a la economía de 23,0 mpg observada".

## Automovilismo

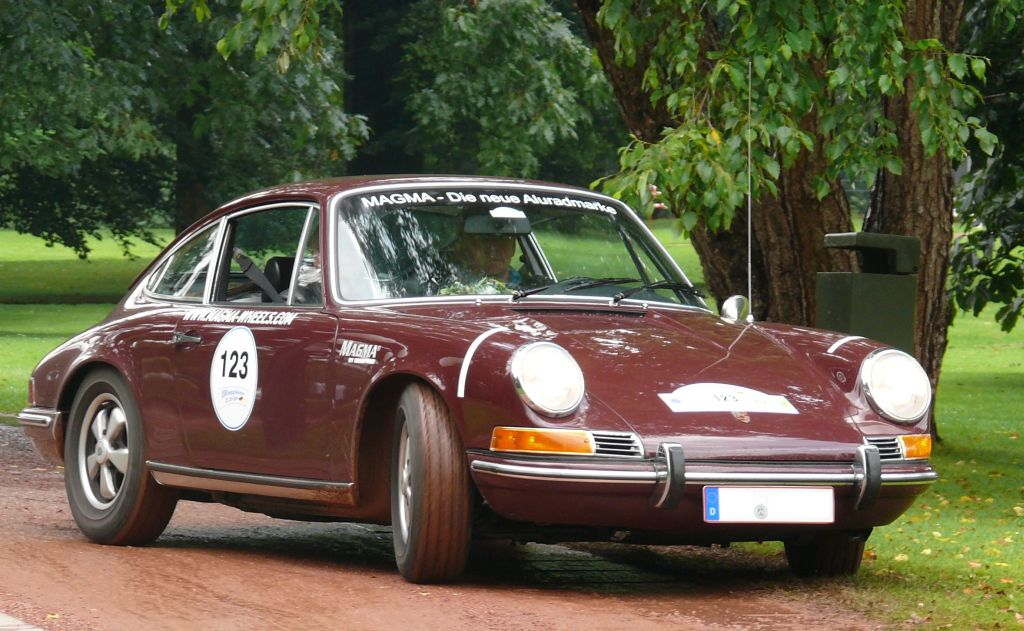
Porsche 912 Coupé B

Vendido al público para su uso en la calle, el Porsche 912 también ha demostrado su éxito como coche de carreras, desde los años de producción hasta los actuales eventos de época. En 1967, el 912 contribuyó a la historia de rally de la fábrica Porsche cuando el piloto independiente polaco Sobiesław Zasada condujo un 912 prestado por la fábrica, con matrícula polaca 6177 KR, para capturar el Campeonato de Europa de Rally para coches de turismo de la serie Grupo 1. En el Rally de Polonia de 1967, el tercer rally más antiguo del mundo y uno de los eventos de automovilismo más antiguos del mundo, Zasada condujo su carrera 912 No. 47 para terminar primero en la general de un campo de partida de 50 entradas.
Como un coche de rally de época, el 29 de enero de 2012, Hayden Burvill, Alastair Caldwell, y su #35 1968 Porsche 912 terminó primero en su clase, y 7 º en la general en el 2012 Londres a Ciudad del Cabo Rally de la Copa del Mundo; un 14 países, tres continentes, 14.000 kilómetros, 26 días de conducción evento.